# 蘇霍克利亞-卡姆亞努瓦塔河

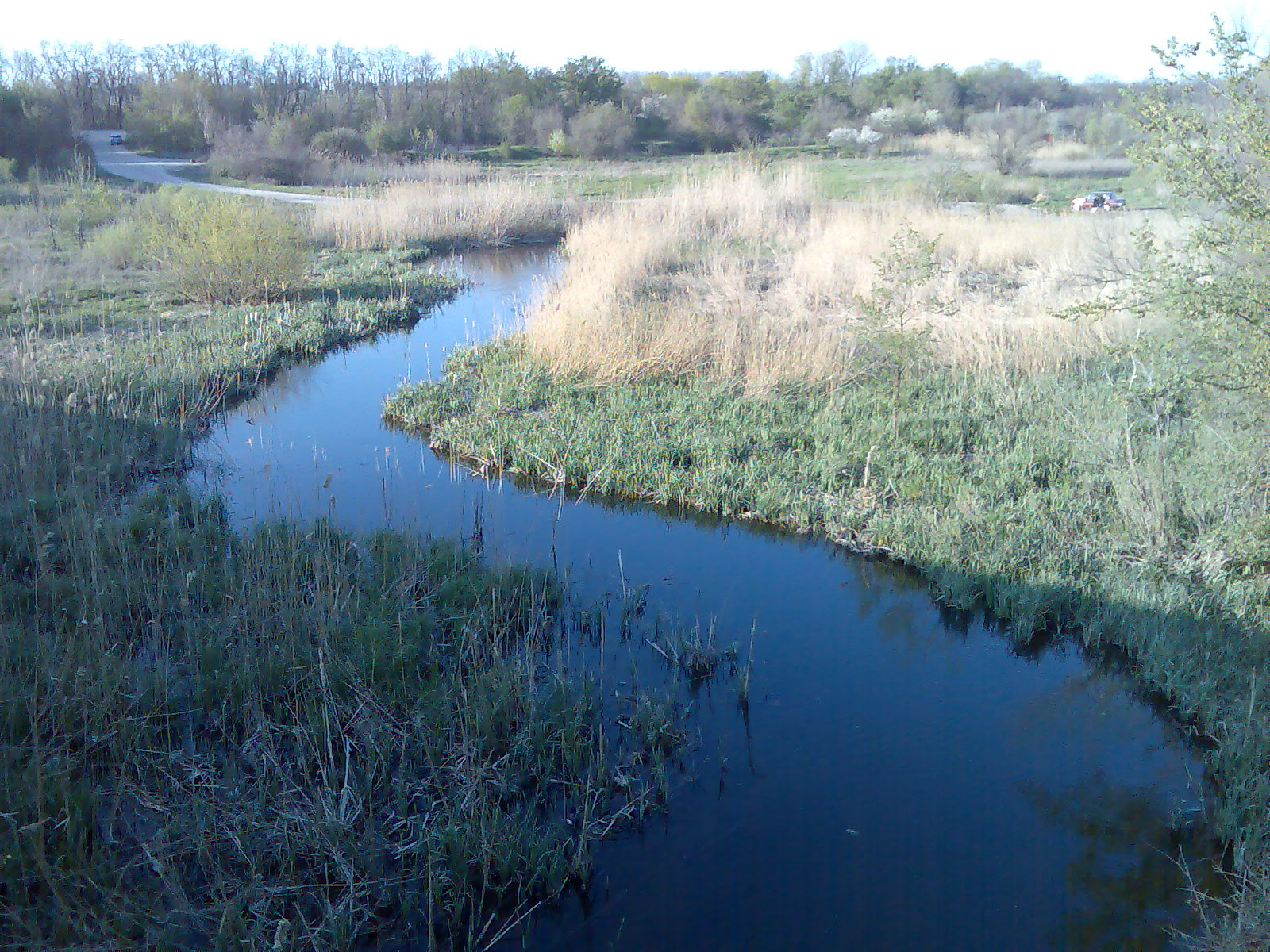

蘇霍克利亞-卡姆亚努瓦塔河（烏克蘭語：Сугоклія-Кам'янувата），或简称为蘇霍克利亞河，是烏克蘭的河流，位於該國中部基洛夫格勒州，屬於因胡尔河的支流，流經克罗皮夫尼茨基区，河道全長44公里，流域面積527平方公里。